# Rosema walkeri
Rosema walkeri är en fjärilsart som beskrevs av William Schaus. Rosema walkeri ingår i släktet Rosema och familjen tandspinnare. Inga underarter finns listade.